# Pet friendly hoteli
Pet friendly hoteli su hoteli koji primaju kućne ljubimce. U ovim hotelima, kućni ljubimci dobijaju posteljinu specijalno napravljenu za njih, povodce, ogrlice i kutije za smeće. Takođe dobijaju i posebne poslastice kao što su kosti od sirove kože, mačja meta i polove za grebanje. Korisne pogodnosti za kućne ljubimce su karte za šetnju pasa, posude za vodu, vreće za preuzimanje pasa i usluge kućnih ljubimaca za šetnju i kućne ljubimce.

## Istorijat
Prve spavaonice za kućne ljubimce nastale su u Sjedinjenim Američkim Državama u koledžima i univerzitetima za studente. To su bili: Severni Kolorado, Eckerd Koledž, Stephens College, Stetson Universiti i Vashington & Jefferson College. U ovim ustanovama, određeni deo školskih rezidencija izdvojen je za studente koji žele da žive sa kućnim ljubimcem, često psom ili mačkom. Neki Državni univerziteti u Njujorku su dozvoljavali mačke u sobama studenata. Koledž Sveet Briar je dozvoljavao studentima da dovedu konje u kamp za njih. Univerzitet Case Vestern Reserve dozvoljavao je životinje u kavezu, kao što su zečevi i hrčci, a Univerzitet Notre Dame je dozvoljavao ribnjake.